# 美濃 (大字)
美濃，原稱為瀰濃，是臺灣高雄市美濃區的一個傳統地域名稱，也是該區核心聚落所在，位於該區西北部。相較於今日行政區，其範圍大致包瀰濃里不含南端、泰安里、東門里、廣德里西南部、中圳里、興隆里西北端、福安里。

## 歷史
台灣日治初期，美濃地區為一街庄，稱為「瀰濃庄」，隸屬於港西上里。該庄北與月眉庄為鄰，東與竹頭角庄為鄰，南邊為中壇庄、金瓜藔庄，西邊為旗尾庄。
1901年（日治明治三十四年）11月，全台設置二十廳，該庄隸屬於蕃薯藔廳。1909年（明治四十二年）10月，合併二十廳為十二廳，該庄改隸屬於阿緱廳。1920年（大正九年），廢十二廳改設五州二廳，該庄改制並雅化為「美濃」大字，隸屬於高雄州旗山郡美濃街。
戰後美濃街改制為美濃鎮，隸屬於高雄縣，大字亦改制為里。1950年高、屏分治，美濃鎮仍隸屬於高雄縣。2010年12月25日，因高雄縣市合併，美濃鎮改制高雄市美濃區。

## 聚落
本地區發展較早的聚落有瀰濃、下埤頭、藔山、牛埔等，在日治期初期的官方地圖上已有記載。

## 交通
- 省道台28線
- 縣道181號

## 學校
- 旗美商工
- 美濃國小
- 東門國小
- 福安國小

## 文化資產
- 美濃廣善堂（歷史建築）
  - 美濃廣善堂送字紙灰祭典（民俗）